# Edmund Chojecki (pisarz)
Edmund Chojecki, ps. „Charles Edmond” (ur. 15 października 1822 w Wiskach, zm. 1 grudnia 1899 w Meudon koło Paryża) – polski pisarz, dziennikarz, podróżnik, publicysta i poeta, tłumacz polsko-francuski, przedstawiciel narodowego romantyzmu, propagator socjalizmu utopijnego i anarchizmu.

## Życiorys
Młodość spędził w Warszawie, przyjaźnił się tam m.in. z Norwidem, współpracował z „Przeglądem Warszawskim”, Echem i „Biblioteką Warszawską”, był sekretarzem Dyrekcji Warszawskich Teatrów.
W 1844 roku wyjechał do Paryża, z którym związany był już do końca życia. W 1847 roku opublikował owoc swego pobytu w Czechach – książkę Czechja i Czechowie przy końcu pierwszej połowy XIXgo stulecia. W roku 1848 wziął udział w Kongresie Słowiańskim w Pradze, skąd został wydalony przez Austriaków pod zarzutem nadmiernego radykalizmu.
W 1849 roku został redaktorem i sekretarzem paryskiej „Trybuny Ludów”, radykalnego międzynarodowego dziennika politycznego, założonego przez Mickiewicza. Pisywał również dla radykalnego czasopisma „Revue Indépendante” (jednym z redaktorów tego pisma była George Sand) oraz socjalistycznego „La Voix du Peuple” wydawanego przez Proudhona. Na łamach „La Voix du Peuple”, w cotygodniowym dodatku, redagował Chojecki rubrykę zatytułowaną Polityka wszechświatowa – Solidarność ludów, deklarując, że pismo to będzie jak gdyby ministerstwem spraw zagranicznych socjalizmu francuskiego, „trybuną, z której ludy europejskie będą kolejno przedstawiały swe położenie i zawierały z ludem francuskim braterstwo i sojusz przeciw koalicji gabinetów, dyplomacji i polityk kontrrewolucji”.

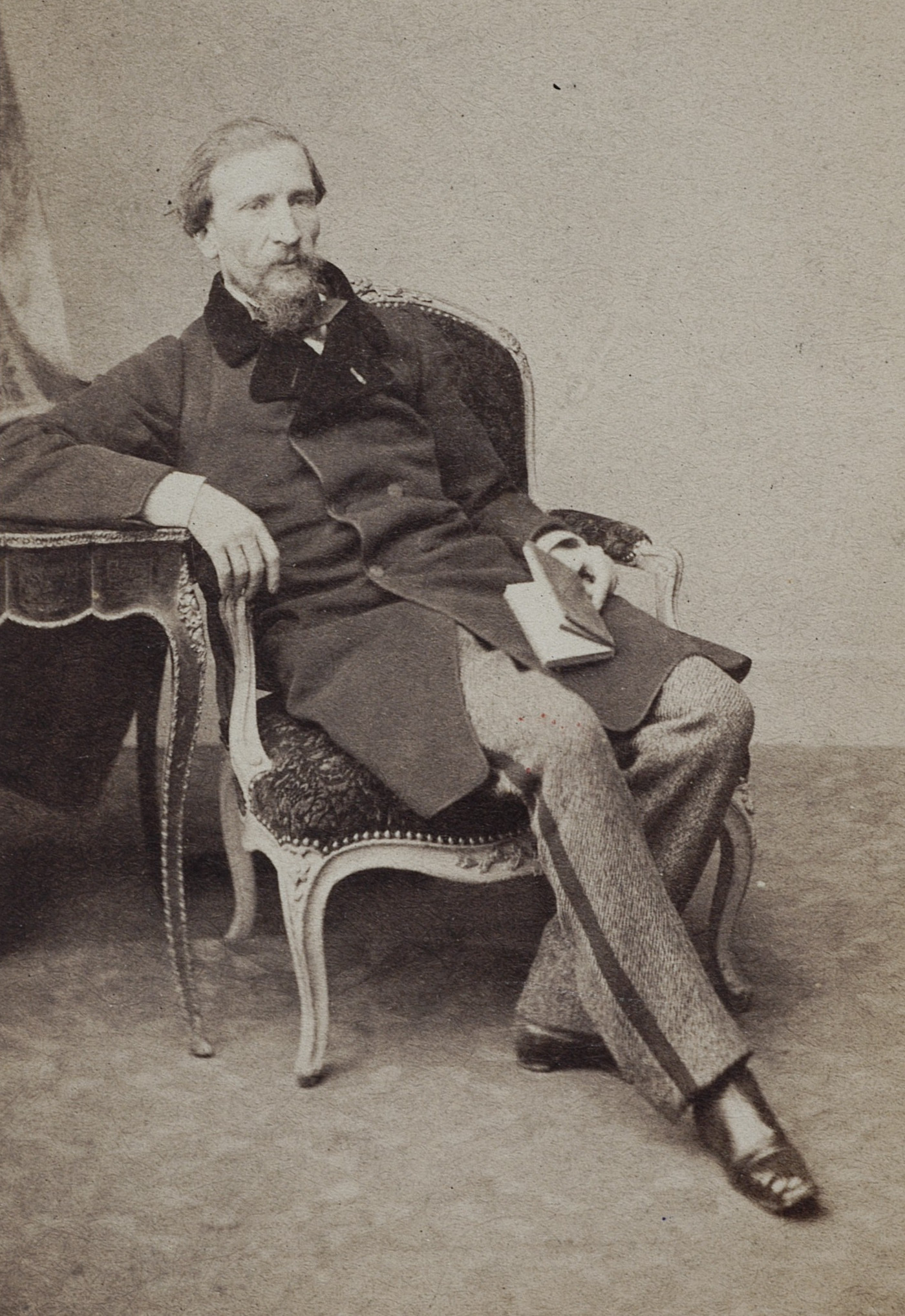
Edmund Chojecki, ok. 1875 r.

Wskutek interwencji ambasady Rosji musiał zrezygnować z pracy w „Trybunie”, a po trzech odcinkach Polityki wszechświatowej, dalszej współpracy z pismem Proudhona zabroniła mu policja francuska. Wydalony z Francji Chojecki wyjechał do Egiptu, a po wybuchu wojny krymskiej wstąpił jako ochotnik do armii Omara Paszy. Po wojnie dzięki wstawiennictwu ks. Napoleona, powrócił do Francji, coraz mocniej angażując się we francuskie życie literackie i dziennikarskie, m.in. współtworząc w 1861 roku dziennik „Le Temps” (pierwowzór późniejszego „Le Monde”). W tym samym roku zerwał przyjaźń z Proudhonem, na tle jego niechętnego stosunku do sprawy niepodległości Polski. Dzięki odejściu od skrajnego radykalizmu mógł objąć stanowisko kierownika Biblioteki Senatu.
Francuskojęzyczne utwory literackie publikował pod pseudonimem Charles Edmund. Niewielką część jego dorobku stanowią utwory napisane po polsku, w tym powieść Alkhadar: Ustęp z dziejów Ojców naszych (1854) oraz przekład Rękopisu znalezionego w Saragossie Jana Potockiego; dzięki temu tłumaczeniu, możliwe było odtworzenie brakującej części francuskiego oryginału dzieła. Przyjaźnił się z francuskimi pisarzami: Jules’em i Edmondem de Goncourt, Gustawem Flaubertem oraz George Sand.

## Podróże i wyprawy badawcze
Pierwszą daleką podróżą Chojeckiego była wizyta na Krymie w roku 1843, z której dwa lata później opublikował wspomnienia. Po wydaleniu z Francji odwiedził Egipt (prowadził tam badania orientalistyczne), Turcję (gdzie wstąpił do wojska w związku z wojną krymską), a także Włochy i Szwajcarię. Po powrocie do Francji, dzięki znajomość z ks. Napoleonem, wziął udział w wyprawie na Islandię (1856) i Grenlandię. Plonem pobytu na Islandii była praca Voyage dans les mers du Nord à bord de la corvette La Reine Hortense (Paryż 1857) oraz pięcioaktowy dramat Les mers polaires (1858).

## Poglądy społeczne i polityczne
Jeszcze w Warszawie wykrystalizowały się jego lewicowe poglądy polityczne, stał się socjalistą; po wyjeździe do Francji pod wpływem Proudhona został rzecznikiem anarchizmu. Uzasadnienia dla swojego rewolucjonizmu szukał Chojecki, podobnie jak wielu innych socjalistów jego epoki, w chrystianizmie. Uważał, że stosunki społeczne trzeba zmieniać nie na drodze wyłącznie materialnej, ale na drodze duchowej, poprzez pokorę, wytrwałość i miłość. Nowy ustrój społeczny w wizji Chojeckiego miał charakter głęboko humanistyczny, miał pozwolić człowiekowi wyrobić w sobie „uczucie własnej godności”, domagał się Chojecki, by człowiek, który „do wspólnej skarbnicy człowieczeństwa rzucił pojedynczą swą twórczość, nawzajem [...] otrzymał środki do życia i szacunek, nie litość”. Łączyła się z tym u Chojeckiego, przejęta od Proudhona, niechęć do organów władzy państwowej i regulowania przez nie nowego porządku. Przeciwstawiał im ideę stowarzyszenia i wytworzoną przez Słowiańszczyznę ideę gminowładztwa. Pisał o rządzie: 

im rząd jest mniej widzialnym tym doskonalszym, im mniej praw w narodzie tym mniej zbrodni, im mniej pośrednictwa rządowego tym więcej wolności, im mniej ześrodkowania władzy tym więcej równości, im mniej ustaw literą prawa obowiązujących wobec bliźnich tym więcej braterstwa. Czyliż ludzkość na darmo wystawiła teorię stowarzyszenia przeciw potędze sił zjednoczonych w rękach rządu?

O gminie zaś: gmina była i będzie osiową zasadą życia publicznego i prywatnego u polskich pokoleń. Odrzucając jednak idee państwowości i parlamentaryzmu, nie rezygnował z patriotyzmu i idei narodu, domagając się „samoistnego oddziału każdego plemienia” oraz „uznania narodowości, jako Bożej zasady”. Daleki był przy tym jednak od egoizmu narodowego i nacjonalizmu.
Poglądy społeczno-polityczne Chojeckiego podlegały silnej ewolucji. W powieści Alkhadar, wydanej pięć lat po Rewolucjonistach i stronnictwach wstecznych upatrywał groźby despotyzmu we wszelkich zbiorowych organizmach, podczas kiedy poprzednio w idei stowarzyszenia widział obronę przed potęgą rządu. Pisał teraz: nie ma systemu, który by sam w sobie niósł wszystkie rękojmie sprawiedliwości i porządku. Z czasem znacznie złagodził swój światopogląd, odchodząc od socjalizmu i anarchizmu. Rewolucjonizm jego ogranicza się w zasadzie jedynie do „Wiosny Ludów”.

## Najważniejsze prace
- Wspomnienia z podróży po Krymie. Warszawa: nakładem autora, 1845. Brak numerów stron w książce
- Czechja i Czechowie przy końcu pierwszej połowy XIX-go stulecia. T. I-II. Berlin: F. Schneider i Spółka, 1847. Brak numerów stron w książce
- Rewolucjoniści i stronnictwa wsteczne w roku 1848. Berlin: nakładem Księgarni Behra, 1849. Brak numerów stron w książce
- Alkhadar. Ustęp z dziejów Ojców naszych. Paryż: 1854. Brak numerów stron w książce
- Voyage dans les mers du nord à bord de la corvette la Reine Hortense. Paris: Michel Lévy frères, 1857. Brak numerów stron w książce
- L’Aïeule. Drame en 5 actes et 6 tableaux. Paris: Michel Lévy frères, 1863. Brak numerów stron w książce [wspólnie z Adolphem d’Ennery].
- L’Égypte à l’Exposition universelle de 1867. Paris: Dentu, 1867. Brak numerów stron w książce
- Patrjotyzm i objawy jego u niektórych narodów. Rzecz wygłoszona na posiedzeniu Tow. Naukowej Pomocy w Paryżu dnia 27 stycznia 1870 roku. Paryż: 1870. Brak numerów stron w książce

### Literatura dodatkowa
- Artur Chojecki: Chojecki Edmund. W: Polski Słownik Biograficzny. T. 3: Brożek Jan – Chwalczewski Franciszek. Kraków: Polska Akademia Umiejętności – Skład Główny w Księgarniach Gebethnera i Wolffa, 1937, s. 391–392. Reprint: Zakład Narodowy im. Ossolińskich, Kraków 1989, ISBN 83-04-03291-0.